# Wembley
Koordinaten: 51° 33′ N, 0° 18′ W
Wembley [wɛmbli] ist ein Teil des Londoner Stadtbezirks Brent, in dem das bekannte Wembley-Stadion liegt. Hier steht auch die Wembley Arena, die nach aufwendiger Renovierung im April 2006 wiedereröffnet worden ist. In Wembley fanden bis 1999 auch die Tennis-Profi-Meisterschaften statt.

## Geschichte
Wembley war früher ein reicher Stadtteil von London mit einem hohen jüdischen Bevölkerungsanteil. Seit den 1970er Jahren erlebte Wembley einen großen Zustrom von Immigranten, die vor allem aus Indien, Osteuropa, der Karibik und Afrika kamen. 
Außerdem gab es in Wembley eine große Anzahl Fabriken des verarbeitenden Gewerbes, die jedoch in den 1980er Jahren größtenteils geschlossen wurden.